# بوينديا
بلدية بونديا (بالإسبانية: Buendía)‏، هي إحدى بلديات مقاطعة قونكة إحدى مقاطعات إسبانيا، و التي تقع في منطقة قشتالة لا منتشا وسط البلاد، و المائلة لجهة الشرق من إسبانيا.
يبلغ عدد سكانها 534 نسمة وفقاً لإحصائية سنة (2007).